# Mjölby HC
Mjölby Hockey Club (kurz Mjölby HC) ist ein schwedischer Eishockeyklub aus Mjölby. Die Mannschaft spielt in der drittklassigen Hockeyettan.

## Geschichte
Mjölby Hockey trat erstmals überregional in Erscheinung, als der Verein in der Saison 2000/01 den Aufstieg in die drittklassige Division 1 erreichte. Bereits in der folgenden Spielzeit stieg die Mannschaft jedoch wieder in die viertklassige Division 2 ab. Erst in der Saison 2007/08 gelang in der Relegation die Rückkehr in die Division 1. In dieser konnte man sich zunächst etablieren, spielte nach einem zwischenzeitlichen Abstieg aber wieder in der Division 2.

## Bekannte ehemalige Spieler
- Klas Dahlbeck